# Rülfenrod
Rülfenrod ist ein Ortsteil der Gemeinde Gemünden im mittelhessischen Vogelsbergkreis. An Rülfenrod vorbei fließt die Felda. Die Landesstraße 3146 führt durch den Ort.

## Geschichte

### Ortsgeschichte
Die älteste erhaltene Erwähnung des Ortes datiert in das Jahr 1387. Die Kirche wurde anstelle der Vorgängerkapelle im Jahre 1750 erbaut. Im Ort hat wahrscheinlich einmal eine Niederungsburg gestanden. 1840 wurde am Ortsrand ein jüdischer Friedhof angelegt. Heute gibt es dort nur noch zwei Grabstätten.
Hessische Gebietsreform (1970–1977)
Zum 31. Dezember 1971 fusionierten im Zuge der Gebietsreform in Hessen die bis dahin selbständigen Gemeinden Burg-Gemünden, Ehringshausen, Elpenrod, Hainbach, Nieder-Gemünden, Otterbach und Rülfenrod freiwillig zur neuen Gemeinde Gemünden. Für alle eingegliederten ehemaligen Gemeinden wurde je ein Ortsbezirk gebildet.

### Verwaltungsgeschichte im Überblick
Die folgende Liste zeigt die Staaten und Verwaltungseinheiten, denen Rülfenrod angehört(e):
- vor 1567: Heiliges Römisches Reich, Landgrafschaft Hessen, Amt Homberg an der Ohm
- ab 1567: Heiliges Römisches Reich, Landgrafschaft Hessen-Marburg, Amt Homberg an der Ohm[7]
- 1604–1648: Heiliges Römisches Reich, strittig zwischen Landgrafschaft Hessen-Darmstadt und Landgrafschaft Hessen-Kassel (Hessenkrieg)
- ab 1604: Heiliges Römisches Reich, Landgrafschaft Hessen-Darmstadt,  Amt Homberg an der Ohm[8]
- 1787: Heiliges Römisches Reich, Landgrafschaft Hessen-Darmstadt, Oberfürstentum Hessen, Amt Homberg an der Ohm (Patrimonialgericht Rülfenrod der Freiherren Schenck zu Schweinsberg)[9]
- ab 1806: Großherzogtum Hessen,[Anm. 2] Fürstentum Oberhessen, Amt Homberg an der Ohm[10] (Patrimonialgericht Rülfenrod der Freiherren Schenck zu Schweinsberg)
- ab 1815: Großherzogtum Hessen, Provinz Oberhessen, Amt Homberg an der Ohm[11] (Patrimonialgericht Rülfenrod der Freiherren Schenck zu Schweinsberg)
- ab 1820: Großherzogtum Hessen, Provinz Oberhessen, Amt Homberg an der Ohm, Patrimonialgericht Rülfenrod der Freiherren Schenck zu Schweinsberg
- ab 1821: Großherzogtum Hessen, Provinz Oberhessen, Landratsbezirk Kirtorf[12][Anm. 3]
- ab 1832: Großherzogtum Hessen, Provinz Oberhessen, Kreis Alsfeld
- ab 1848: Großherzogtum Hessen, Regierungsbezirk Alsfeld
- ab 1852: Großherzogtum Hessen, Provinz Oberhessen, Kreis Alsfeld
- ab 1867: Norddeutscher Bund,[Anm. 4] Großherzogtum Hessen, Provinz Oberhessen, Kreis Alsfeld
- ab 1871: Deutsches Reich, Großherzogtum Hessen, Provinz Oberhessen, Kreis Alsfeld
- ab 1918: Deutsches Reich (Weimarer Republik), Volksstaat Hessen, Provinz Oberhessen, Kreis Alsfeld
- ab 1938: Deutsches Reich, Volksstaat Hessen, Landkreis Alsfeld[13][Anm. 5]
- ab 1945: Amerikanische Besatzungszone,[Anm. 6] Groß-Hessen, Regierungsbezirk Darmstadt, Landkreis Alsfeld
- ab 1946: Amerikanische Besatzungszone, Hessen, Regierungsbezirk Darmstadt, Landkreis Alsfeld
- ab 1949: Bundesrepublik Deutschland, Hessen, Regierungsbezirk Darmstadt, Landkreis Alsfeld
- ab 1972: Bundesrepublik Deutschland, Hessen, Regierungsbezirk Darmstadt, Vogelsbergkreis, Gemeinde Gemünden[Anm. 7]
- ab 1981: Bundesrepublik Deutschland, Hessen, Regierungsbezirk Gießen, Vogelsbergkreis, Gemeinde Gemünden (Felda)

### Gerichtszugehörigkeit seit 1803
In der Landgrafschaft Hessen-Darmstadt wurde mit Ausführungsverordnung vom 9. Dezember 1803 das Gerichtswesen neu organisiert. Für das Fürstentum Oberhessen (ab 1815 Provinz Oberhessen) wurde das „Hofgericht Gießen“ eingerichtet. Es war für normale bürgerliche Streitsachen Gericht der zweiten Instanz, für standesherrliche Familienrechtssachen und Kriminalfälle die erste Instanz. Übergeordnet war das Oberappellationsgericht Darmstadt. Die Rechtsprechung der ersten Instanz lag in Rülfenrod weiter beim Patrimonialgericht Rülfenrod der Freiherren Schenck zu Schweinsberg. Mit der Gründung des Großherzogtums Hessen 1806 wurde das zunächst beibehalten. Erst 1822 schlossen der Staat und die Freiherren Schenck zu Schweinsberg einen Vertrag, mit dem das Patrimonialgericht vom Staat übernommen wurde. Für die Rechtsprechung war nun das Landgericht Homberg an der Ohm, für die Verwaltung der Landratsbezirk Kirtorf zuständig.
Mit der Umsetzung des Gerichtsverfassungsgesetzes im Großherzogtum zum 1. Oktober 1879 ersetzte das Amtsgericht Homberg an der Ohm im Bezirk des Landgerichts Gießen das Landgericht Homberg an der Ohm. Am 15. Juni 1943 wurde das Gericht zur Zweigstelle des Amtsgerichtes Alsfeld, aber bereits wieder mit Wirkung vom 1. Juni 1948 in ein Vollgericht umgewandelt. Am 1. Juli 1968 erfolgte die Auflösung des Amtsgerichts Homberg, Rülfenrod wurde dem Bereich des Amtsgerichts Alsfeld zugeteilt.

## Bevölkerung

### Einwohnerstruktur 2011
Nach den Erhebungen des Zensus 2011 lebten am Stichtag dem 9. Mai 2011 in Rülfenrod 81 Einwohner. Darunter waren 3 (3,7 %) Ausländer. Nach dem Lebensalter waren 12 Einwohner unter 18 Jahren, 30 zwischen 18 und 49, 21 zwischen 50 und 64 und 18 Einwohner waren älter. Die Einwohner lebten in 33 Haushalten. Davon waren 6 Singlehaushalte, 15 Paare ohne Kinder und 12 Paare mit Kindern, sowie 3 Alleinerziehende und keine Wohngemeinschaften. In 9 Haushalten lebten ausschließlich Senioren und in 18 Haushaltungen lebten keine Senioren.

### Einwohnerentwicklung
| Rülfenrod: Einwohnerzahlen von 1834 bis 2020 | Rülfenrod: Einwohnerzahlen von 1834 bis 2020 | Rülfenrod: Einwohnerzahlen von 1834 bis 2020 | Rülfenrod: Einwohnerzahlen von 1834 bis 2020 | Rülfenrod: Einwohnerzahlen von 1834 bis 2020 |
| --- | -------------------------------------------- | -------------------------------------------- | -------------------------------------------- | -------------------------------------------- |
| Jahr |                                              |                                              |                                              | Einwohner                                    |
| 1834 | 1834                                         |                                              | 199                                          | 199                                          |
| 1840 | 1840                                         |                                              | 182                                          | 182                                          |
| 1846 | 1846                                         |                                              | 170                                          | 170                                          |
| 1852 | 1852                                         |                                              | 122                                          | 122                                          |
| 1858 | 1858                                         |                                              | 134                                          | 134                                          |
| 1864 | 1864                                         |                                              | 151                                          | 151                                          |
| 1871 | 1871                                         |                                              | 149                                          | 149                                          |
| 1875 | 1875                                         |                                              | 148                                          | 148                                          |
| 1885 | 1885                                         |                                              | 132                                          | 132                                          |
| 1895 | 1895                                         |                                              | 130                                          | 130                                          |
| 1905 | 1905                                         |                                              | 118                                          | 118                                          |
| 1910 | 1910                                         |                                              | 124                                          | 124                                          |
| 1925 | 1925                                         |                                              | 134                                          | 134                                          |
| 1939 | 1939                                         |                                              | 137                                          | 137                                          |
| 1946 | 1946                                         |                                              | 191                                          | 191                                          |
| 1950 | 1950                                         |                                              | 207                                          | 207                                          |
| 1956 | 1956                                         |                                              | 172                                          | 172                                          |
| 1961 | 1961                                         |                                              | 158                                          | 158                                          |
| 1967 | 1967                                         |                                              | 140                                          | 140                                          |
| 1970 | 1970                                         |                                              | 132                                          | 132                                          |
| 1980 | 1980                                         |                                              | ?                                            | ?                                            |
| 1990 | 1990                                         |                                              | ?                                            | ?                                            |
| 2000 | 2000                                         |                                              | ?                                            | ?                                            |
| 2008 | 2008                                         |                                              | 97                                           | 97                                           |
| 2015 | 2015                                         |                                              | 77                                           | 77                                           |
| 2020 | 2020                                         |                                              | 88                                           | 88                                           |
| Datenquelle: Historisches Gemeindeverzeichnis für Hessen: Die Bevölkerung der Gemeinden 1834 bis 1967. Wiesbaden: Hessisches Statistisches Landesamt, 1968. Weitere Quellen: LAGIS; Zensus 2011; Gemeinde Gemünden (Felda): Webarchiv (2015,2020) |                                              |                                              |                                              |                                              |

### Historische Religionszugehörigkeit
| • 1961: | 133 evangelische (= 84,18 %), 25 katholische (= 15,82 %) Einwohner |

## Politik
Für Rülfenrod besteht ein Ortsbezirk (Gebiete der ehemaligen Gemeinde Rülfenrod) mit Ortsbeirat und Ortsvorsteher nach der Hessischen Gemeindeordnung.
Der Ortsbeirat besteht aus drei Mitgliedern. Bei den Kommunalwahlen in Hessen 2021 betrug die Wahlbeteiligung zum Ortsbeirat 69,12 %. Alle Mitglieder gehören der „Ortsgemeinschaft Rülfenrod“ an. Der Ortsbeirat wählteAlexander Klein zum Ortsvorsteher.